# Трудолюбівка (Воронезька область)
Трудолюбівка (рос. Трудолюбовка) — село у Новоусманському районі Воронезької області Російської Федерації.
Населення становить 101 особу (2010). Входить до складу муніципального утворення Нижньокатуховське сільське поселення.

## Історія
Населений пункт розташований у історичному регіоні Чорнозем'я. Від 1929 року належить до Новоусманського району, спочатку в складі Центрально-Чорноземної області, а від 1934 року — Воронезької області.
Згідно із законом від 15 жовтня 2004 року входить до складу муніципального утворення Нижньокатуховське сільське поселення.

## Населення
| 2005 | 2008 | 2010 |
| ---- | ---- | ---- |
| 178  | ↘123 | ↘101 |